# Rio 2
Rio 2 je americká 3D animovaná dobrodružná filmová komedie z roku 2014. Jde o pokračování filmu Rio z roku 2011. Režisérem filmu je Carlos Saldanha.

## Obsah
Blu a Perla žijí spokojený, zdomácněný život v rezervaci v Riu se svými třemi dětmi, Raubířem, Biou a Karlou. Raubíř, jak už jeho jméno napovídá, rád vše ničí. Touží po dobrodružství. Bia, je chytrolín a všechna zná a ví. Nejstarší Karla si myslí, že už je dospělá a že nepotřebuje neustálý dohled. Perla se rozhodne, že se všichni musí začít chovat jako ptáci, a tak se rozhodne podniknout rodinný výlet do Amazonie. Blu si není jistý, zdali je to dobrý nápad. Nechce opustit své přátele a bojí se nebezpečí, která na ně v džungli mohou čekat. Nakonec na radu přítele tukana Rafaela s výletem souhlasí, protože "šťastná manželka znamená šťastný život", jak mu Rafael dokola opakuje. Vydávají se tedy do srdce Amazonie, kde se shodou okolností setkávají se svými příbuznými. Ti jsou taky modří, a tím pádem nejsou posledními ptáky svého druhu na světě. Perla touží po tom v Amazonii zůstat, Blu se v ní ale cítí nesvůj. Není na život v džungli zvyklý. Navíc se snaží spřátelit s tchánem, který má odpor ke všemu, co je nějak spojeno s lidmi. Navíc musí čelit ďábelským plánům odplaty od zlého kakadu Nigela, jenž se spolčil s jedovatou pralesničkou.